# Noah Galvin
Noah Egidi Galvin (6 de mayo de 1994) es un actor y cantante estadounidense. Es conocido por interpretar a Kenny O'Neal en la comedia de situación de ABC The Real O'Neals y por ser el actor principal en el musical de Broadway Dear Evan Hansen. Desde 2020 es parte del elenco principal de la serie The Good Doctor.

## Primeros años
Galvin nació y se crio en Katonah, Nueva York. Galvin tiene dos hermanos, incluido el multiinstrumentista Yoke Lore. Su padre es católico, de ascendencia irlandesa e italiana, y su madre, Abbie (de soltera Fink), es judía; fue criado "tanto judío como católico yendo a la CCD, la escuela hebrea y la iglesia", y se ha descrito a sí mismo como judío.

## Carrera de actuación
Antes de actuar como personaje principal en la serie The Real O'Neals, actuó fuera de Broadway para compañías como Signature, Playwrights Horizons, MCC, The Vineyard, The Public, The Culture Project, The Flea, The Wild Project, New York Theatre Workshop, The Barrow Street Theatre, Rattlestick, Ensemble Studio Theatre y muchos otros. Su trabajo en audiolibros incluye The Perks of Being a Wallflower escrito por Stephen Chbosky y Forgive Me, Leonard Peacock de Matthew Quick .
En agosto de 2017, Galvin fue nombrado como reemplazo temporal del papel principal en Dear Evan Hansen, luego de la partida de Ben Platt. Galvin asumió el papel el 21 de noviembre de 2017 y realizó su última actuación el 4 de febrero de 2018. También formó parte de la producción de Broadway Waitress, interpretando a Ogie desde el 29 de abril de 2019 hasta el 18 de agosto de 2019, donde Todrick Hall asumió posteriormente el personaje. Además de sus papeles teatrales, Galvin también narró la parte del personaje de Arthur en What If It's Us, novela de Adam Silvera y Becky Albertalli. Ha dado voz como personaje principal en el podcast de Gimlet The Two Princes, que se lanzó el 4 de junio de 2019.
El 17 de febrero de 2020, Galvin protagonizó la presentación del concierto del 50 aniversario de una noche de Manhattan Concert Productions de Joseph y el Amazing Technicolor Dreamcoat en el Lincoln Center.
En 2020, Galvin se unió al elenco de la serie de televisión The Good Doctor en el papel recurrente del Dr. Asher Wolke. Para la quinta temporada, el personaje pasó a ser parte del elenco principal.

## Vida personal
Galvin es abiertamente gay. Le confesó su orientación sexual a su madre cuando tenía 14 años. A partir de febrero de 2019, este divide su tiempo entre Manhattan y Los Ángeles, California. En enero de 2020, Galvin comenzó a salir con el actor y cantante Ben Platt, a quien Galvin reemplazó en el papel principal de Dear Evan Hansen en 2017.

## Filmografía

### Películas
| Año  | Título               | Papel              | Notas        |
| ---- | -------------------- | ------------------ | ------------ |
| 2013 | La tierra prometida  | Jackson            | Cortometraje |
| 2014 | Welcome to the Wayne | Leif Bornewell III | Cortometraje |
| 2018 | Assassination Nation | Marty              |              |
| 2019 | Booksmart            | George             |              |
| 2023 | Theater Camp         | Glenn Wintrop      |              |

### Televisión
| Año       | Título                        | Personaje           | Notas                                                    |
| --------- | ----------------------------- | ------------------- | -------------------------------------------------------- |
| 2015      | The Weekend Detectives        | Josh                | Episodio: "Proof of Concept"                             |
| 2016–2017 | The Real O'Neals              | Kenny O'Neal        | Personaje principal; 29 episodes                         |
| 2017      | RuPaul's Drag Race            | El mismo            | Jurado en la temporada 9 episodio 9                      |
| 2020      | The Owl House                 | Jerbo (voz)         | Episodio: "The First Day"                                |
| 2020–2024 | The Good Doctor               | Dr. Asher Wolke     | Recurrente (Temporada 4); Principal (Temporada 5, 6 y 7) |
| 2021      | Zoey's Extraordinary Playlist | Paciente en terapia | Episodio: "Zoey's Extraordinary Double Date"             |

### Teatro
| Año       | Título                                              | Papel                                               | Sede                                | Notas                    | Árbitro. |
| --------- | --------------------------------------------------- | --------------------------------------------------- | ----------------------------------- | ------------------------ | -------- |
| 2005      | Los Miserables                                      | Gavroche                                            | Varios                              | Gira nacional            |          |
| 2006      | El quien es tommy                                   | Tommy Walker                                        | Teatro de Bay Street                | Regional                 | [ 13 ]   |
| 2006      | Ace                                                 | Billy Lucas                                         | El teatro de repertorio             | Regional                 | [ 4 ]    |
| 2008      | Arca de Norman                                      | Harry Johnson                                       | Anfiteatro John Anson Ford          | Regional                 | [ 14 ]   |
| 2008      | Esther Demsack                                      | Everette Brewster                                   | El Teatro Público                   | Fuera de Broadway        | [ 15 ]   |
| 2010      | Nuestro pueblo                                      | Wally Webb                                          | Teatro de la calle Barrow           | Fuera de Broadway        | [ 16 ]   |
| 2010      | Los chicos de la parte quemada                      | Ríos polvorientos                                   | Teatro del viñedo                   | Fuera de Broadway        | [ 17 ]   |
| 2011      | Isla del tesoro                                     | Jim Hawkins                                         | Irondale Center                     | Fuera de Broadway        | [ 18 ]   |
| 2013      | El poder de Duff                                    | Ricky Duff                                          | Compañía de teatro Huntington       | Regional                 | [ 19 ]   |
| 2015      | Lo que hice el verano pasado                        | Charlie Higgins                                     | Centro de firmas de Pershing Square | Fuera de Broadway        | [ 20 ]   |
| 2017-2018 | Estimado Evan Hansen                                | Evan Hansen                                         | Teatro de caja de música            | Broadway                 | [ 21 ]   |
| 2019      | Alicia de corazón                                   | Dodgy / Duchess / Dodo / Mock Mock Mock Mock Turtle | Teatro MCC                          | Fuera de Broadway        | [ 22 ]   |
| 2019      | Camarera                                            | Ogie Herbert Eincorn                                | Teatro Brooks Atkinson              | Broadway                 | [ 23 ]   |
| 2020      | José y el increíble abrigo de ensueño en tecnicolor | José                                                | David Geffen Hall                   | Producción de conciertos | [ 24 ]   |

### Audio
| Año           | Título                          | Papel             | Notas                            |
| ------------- | ------------------------------- | ----------------- | -------------------------------- |
| 2017          | The Perks of Being a Wallflower | Charlie Kelmeckis | Audiolibro - Papel principal     |
| 2018          | What If It's Us                 | Arthur Seuss      | Audiolibro - Papel principal     |
| 2019-presente | The Two Princes                 | Príncipe Rupert   | Drama de audio - Papel principal |